# Per Bristow
Christopher Per Bristow, född 13 november 1961 i Botkyrka församling, Sverige, är en skådespelare, sångare och kortfilmare.
Bristow är gift och har två barn, samt är verksam i Los Angeles sedan 1992.

## Filmografi (urval)
- 2002 - Thanks for Nothing
- 1998 -  i.k. - Ivar Kreuger
- 1997 - The Blue Hotel
- 1991 - Dyningar
- 1991 - Goltuppen

## Teater

### Roller (ej komplett)
| År   | Roll | Produktion                                                              | Regi              | Teater       |
| ---- | ---- | ----------------------------------------------------------------------- | ----------------- | ------------ |
| 1986 |      | Ringo Birgitta Götestam, Göran Arnberg och Magnus Fermin                | Birgitta Götestam | Göta Lejon   |
| 1989 |      | West Side Story Leonard Bernstein, Stephen Sondheim och Arthur Laurents |                   | Chinateatern |
| 1987 |      | Cats Andrew Lloyd Webber och T.S. Eliot                                 |                   | Chinateatern |